# Monasterio de San Salvador (Breda)
El monasterio de San Salvador (en catalán: monestir de Sant Salvador) es un antiguo cenobio benedictino situado en la localidad española de Breda, en la comarca gerundense de la Selva, muy cerca del macizo del Montseny, en Cataluña. Junto con el resto del núcleo antiguo de la ciudad, fue declarado Monumento Histórico Artístico en 1974.

## Historia
El monasterio, así como el castillo de Montsoriu, está íntimamente relacionado con la casa de los Cabrera, vizcondes de Gerona. Según consta en el acta fundacional, los vizcondes Guerau y Ermesenda decidieron construir el cenobio para “salvar sus almas” y para que Dios les ayudara a salvarse de sus enemigos. 
La construcción se inició el 4 de junio de 1038 y el encargado de supervisar las obras fue Sunyer, primer abad de San Salvador. Sunyer murió antes de que la edificación finalizara y fue su sucesor, el abad Amat, quien finalmente culminó la obra. La iglesia del monasterio fue consagrada por los obispos de Gerona y de Barcelona el 4 de octubre de 1068. A la ceremonia asistió Ponç Guerau, hijo de los vizcondes de Cabrera, así como diversos nobles.
Durante los primeros años de existencia del monasterio se realizaron importantes obras de ampliación, como la construcción de la iglesia de Santa María, cercana al edificio principal, destinada a dar acogida a los numerosos fieles que se acercaban hasta San Salvador. Los devotos acudían de forma masiva, sobre todo para venerar las reliquias de los santos Acisclo y Victoria, donadas en 1263 por el vizconde Guerau IV de Cabrera. Las reliquias se conservaban en una arqueta que desapareció entre 1820 y 1823. 
La casa de Cabrera realizó importantes donaciones al cenobio lo que permitió que éste creciera en importancia. En el siglo XIII incluso tuvo un monasterio filial en la comarca del Rosellón, el de San Salvador de la Sira. En el 1373 este monasterio fue vendido a los caballeros hospitalarios de Mas-Déu. A mediados de ese mismo siglo, el monasterio se convirtió en filial del San Cucufate aunque siguió conservando abad propio.
Miquel Samsó (presidente de la Generalidad de Cataluña del año 1470 al 1473), fue abad entre 1470-1507, haciendo construir la casa abacial gótica y la fachada de la iglesia.
A principios del siglo XIX, la vida en el cenobio seguía siendo activa. Durante la invasión napoleónica, las tropas francesas se llevaron de San Salvador un total de 17 campanas. En 1821, un decreto ordenó que los monjes abandonaran el monasterio durante un periodo de tres años, lo que propició una primera expoliación de sus pertenencias. Finalmente, en 1835, los ocho monjes que aún quedaban junto con el abad Isidre Santacreu, abandonaron de forma definitiva el recinto, dando por finalizada la vida monacal en la villa de Breda.

## Edificio

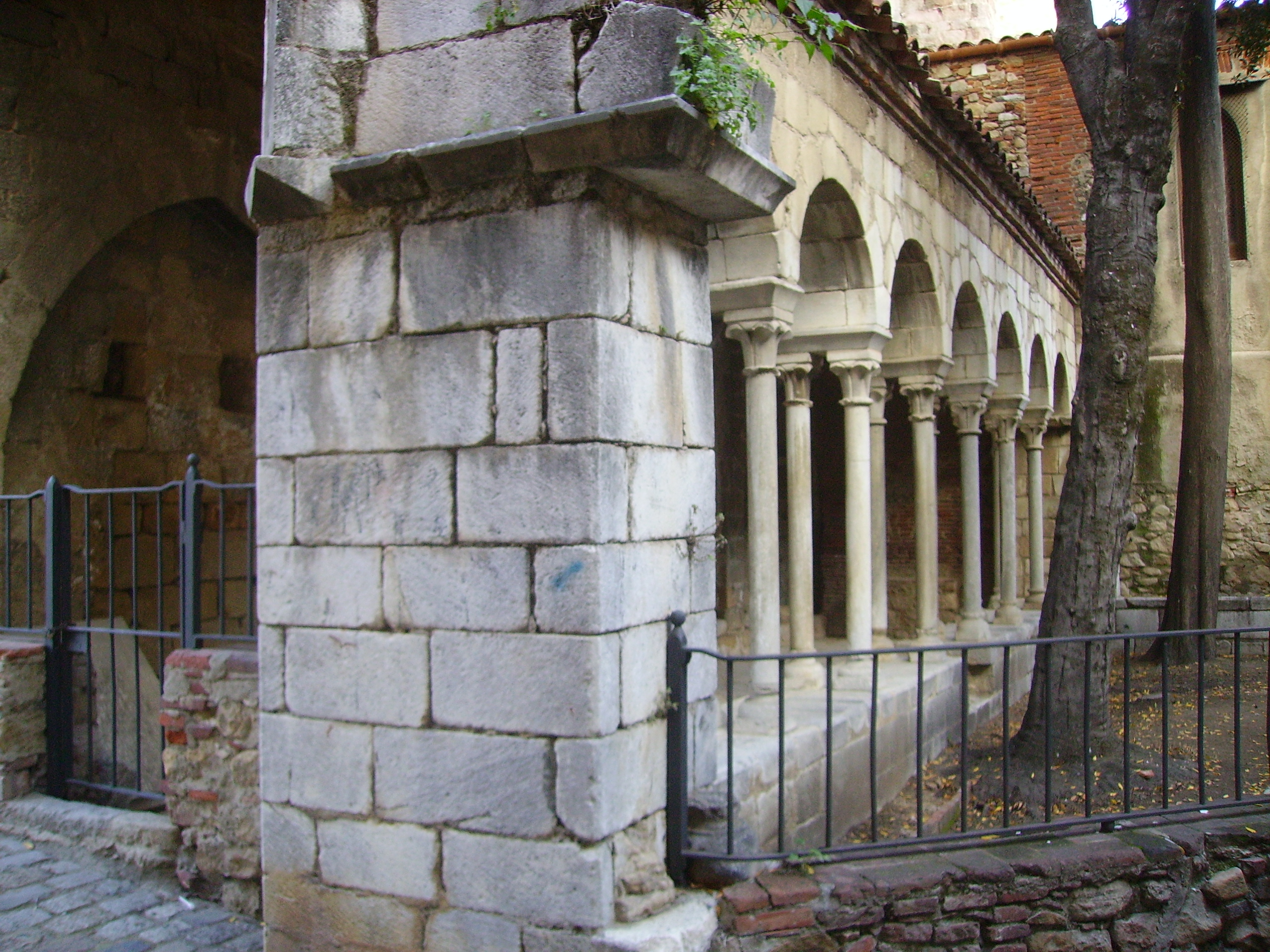
Claustro

Se conserva muy poco de la construcción románica original. El antiguo campanario de la iglesia, construido en el siglo XI, es el edificio mejor conservado. Se trata de una esbelta torre de una altura de 32 metros y de planta rectangular. Consta de cinco pisos con ventanas en los cuatro superiores. 
La antigua iglesia, de estilo gótico y construida entre el siglo XIV y el siglo XVI, funciona como templo parroquial. Tiene un claustro de estilo románico tardío que quedó parcialmente destruido en 1877 durante la última guerra carlina. Anexo al claustro se encuentra la antigua casa abacial que incluye un amplio patio con ventanales y arcos góticos, conocido como patio de la abadía. Las tumbas de los nobles que se enterraron en el cenobio, entre ellos los de la casa de Cabrera, fueron profanadas y expoliadas y quedan pocos restos de ellas. Destaca la antigua losa de los vizcondes de Cabrera del siglo XVI.
La iglesia anexa de Santa María es en la actualidad un museo municipal que alberga la obra del pintor Josep Aragay.